# Zoltán Bergendi
Zoltán Bergendi (* 21. března 1969, Šaľa, Československo) je bývalý československý, slovenský a maďarský házenkář.
S týmem Československa hrál na letních olympijských hrách v Barceloně v roce 1992, kde tým skončil na 9. místě. Nastoupil v 5 utkáních a dal 18 gólů. Na klubové úrovni hrál za JD Arrate Éibar, Fotex Veszprém, Dunaferr Sportegyesület, Brodomerkur Split, HC Topoľčany, Cement Hranice a Sokol HC Přerov. Na mistrovství světa v roce 1997 v Japonsku byl hvězdou osmifinálového zápasu Maďarska proti České republice, když vstřelil šest gólů a výrazně přispěl k výhře maďarského týmu 20:19.
Nejvyšší soutěže hrál v Československu, Španělsku, Maďarsku, Chorvatsku a na Slovensku. Kromě slovenštiny mluví i maďarsky, španělsky a chorvatsky. Za reprezentaci Československa nastoupil v 60 utkáních, za reprezentaci Slovenska v 8 utkáních a za reprezentaci Maďarska v 16 utkáních.